# Armin Müller (Politiker)
Armin Müller (* 10. März 1966 in Esslingen am Neckar) ist Geograph und seit dem 1. Juli 2021 Oberbürgermeister der Stadt Naumburg (Saale) in Sachsen-Anhalt (Deutschland).

## Beruflicher Werdegang
Müller studierte von 1986 bis 1992 Geographie an der Universität Stuttgart und erreichte den Abschluss des Diplom-Geographen. Er arbeitete von 1992 bis 1998 für ein privates Planungsbüro als Stadt- und Verkehrsplaner in Stuttgart und Naumburg (Saale). Ab 1998 war er bei der Stadtverwaltung von Naumburg (Saale) als Verkehrsplaner beschäftigt. Ab 2007 war er Leiter des Büros des Oberbürgermeisters und der Wirtschaftsförderung der Stadt. Ab 2015 war er Stellvertreter des Bürgermeisters Bernward Küper.

## Politische Karriere
Müller ist seit 2014 Mitglied des Kreistags des Burgenlandkreises, in dem Naumburg liegt. Seit 2017 ist er stellvertretender Ortsvorsitzender der CDU in Naumburg.
Bei der Oberbürgermeisterwahl von Naumburg am 11. April 2021 erreichte er als Kandidat der CDU die als stärkster Kandidat die absolute Mehrheit nicht im ersten Wahlgang, wurde jedoch zusammen mit dem unabhängigen Kandidaten Hendrik Schuhmann in die Stichwahl gewählt. Die Stichwahl gewann Müller mit 53,58 % der Stimmen für sich. Am 1. Juli 2021 trat er sein Amt als Oberbürgermeister an.

## Privates
Müller ist evangelisch, verheiratet und hat zwei erwachsene Kinder.